# 252
| [ Edytuj tabelę ] |                                               |
| Władca Korei      | - 248 Chungch’ŏn 270                          |
| Papież            | - 251 Nowacjan 258 - 251 Korneliusz 253       |
| Król Persji       | - 241 Szapur I 272                            |
| Cesarz Rzymu      | - 251 Trebonian Gallus 253 - 251 Woluzjan 253 |

Rok 252 / CCLII
stulecia: II wiek ~
III wiek ~
IV wiek

lata: 242 «
247 «
248 «
249 «
250 «
251 «
252
» 253
» 254
» 255
» 256
» 257
» 262

## Wydarzenia
- Epidemia w Rzymie.

## Zmarli
- Herenia Etruscilla, cesarzowa rzymska.
- Sun Quan, chiński polityk, król Wu (ur. 182).
- Zhi Qian, chiński buddysta.